# Géfosse-Fontenay
Géfosse-Fontenay è un comune francese di 135 abitanti situato nel dipartimento del Calvados nella regione della Normandia.

## Società

### Evoluzione demografica
Abitanti censiti